# Mopane

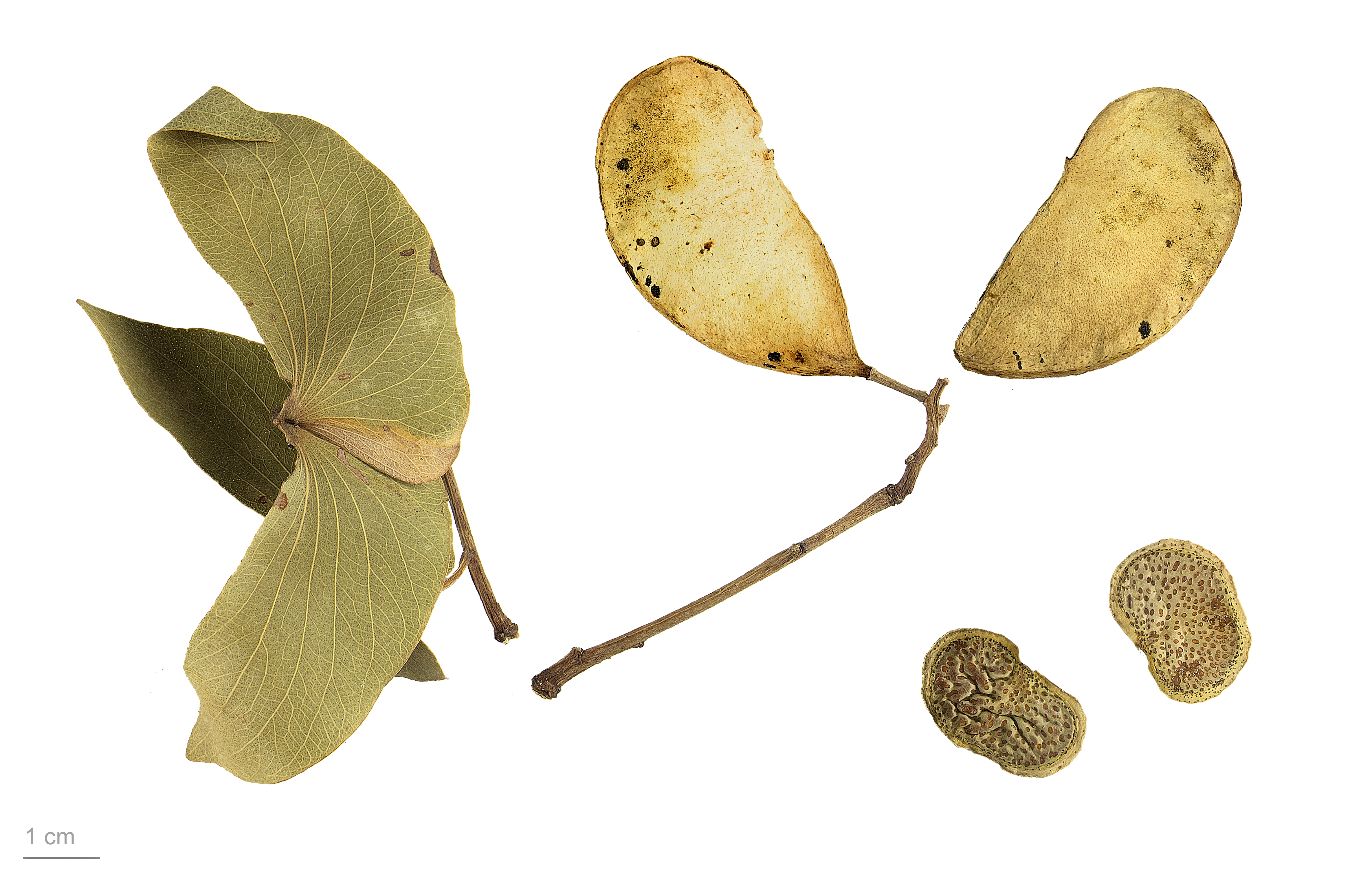
Colophospermum mopane

De mopane (Colophospermum mopane) is een boom  uit de onderfamilie Caesalpinioideae van de vlinderbloemenfamilie. Het is de enige soort uit het geslacht Colophospermum. De mopane groeit in zuidelijk Afrika.

## Kenmerken
Afhankelijk van de locatie groeit de mopane als struik of als boom. In sommige gebieden vormen mopanes dichte boomsavannes, terwijl het elders struikachtig is in gebieden met verspreide bomen. De mopane kan tot 18 meter hoog worden.

## Voorkomen
De mopane komt voor in droge, warme, laaggelegen gebieden tussen de 200 en 1.150 meter boven zeeniveau. In het zuid westen Afrika komt de soort voor in het zuiden van Angola en het noorden van Namibië, waar de ecoregio van de mopane-savanne er naar is genoemd. In het zuidoosten van het continent groeit de boom in het uiterste noordoosten van Zuid-Afrika zoals in het nationaal park Kruger, Botswana, Zambia, Zimbabwe, Mozambique en Malawi.

## Voedselbron
Afrikaanse olifanten voeden zich met de wortels, schors, bladeren en takken van de mopane, maar er zijn meer diersoorten waar de mopane een belangrijke bron van voedsel voor is. Een daarvan is de 'mopane worm', de rups van de nachtpauwoog Gonimbrasia belina.